# NGC 6210
NGC 6210 – mgławica planetarna znajdująca się w gwiazdozbiorze Herkulesa. Została odkryta w 1825 roku przez Wilhelma Struve. Według różnych szacunków jest odległa od 5300 do 10 100 lat świetlnych od Ziemi.